# Philip Miller
Philip Miller (ur. 1691 w Aberdeen, zm. 1771 w Londynie) – angielski botanik, ogrodnik i pisarz szkockiego pochodzenia.

## Życiorys
Philip Miller urodził się w 1691 roku w Aberdeen w Szkocji. Jego ojciec William Miller przez pewien czas był ogrodnikiem w Bromley, a następnie w ogrodzie w pobliżu londyńskiej dzielnicy Deoptford. Praca ojca oraz otoczenie miały decydujący wpływ na botaniczne zamiłowania młodego Philipa. Ojciec zadbał o dobre wykształcenie. 
Po ukończeniu szkoły, wspierany przez ojca, rozpoczął własną działalność. Prowadząc w Deptford koło St. George kwiaciarnię zajmował się hodowlą krzewów ozdobnych i projektowaniem ogrodów. Na oryginalność kwiaciarni i jej właściciela zwrócił uwagę Sir Hans Sloane, członek Stowarzyszenia Aptekarzy i właściciel terenów zajmowanych przez ogród Chelsea Physic Garden, który zaoferował Millerowi posadę ogrodnika w ogrodzie Chelsea Physic Garden, aby pomógł innym ogrodnikom w prowadzeniu ogrodu, w tym ogrodnikowi Ellis, który pełnił funkcję starosty w ogrodzie Chelsea. W 1722 r. z polecenia Sloane Miller został mianowany starostą ogrodu Chelsea Physic Garden. 
W latach 1724–1730 był sekretarzem elitarnego liczącego około 20 osób Stowarzyszenia Ogrodników, którzy spotkali się co miesiąc w celu zbadania i porównania różnych roślinnych okazów dostarczonych przez członków stowarzyszenia. Po raz pierwszy nazwali wiele nowych gatunków. Z działalności tego stowarzyszenia, powstał zbiór zapisów stanowiący zalążek późniejszego Słownika Ogrodniczego autorstwa Millera wydanego w 1731 r. Słownik stanowi ważny dokument ogrodniczy, powszechnie stosowany od ponad 100 lat. 
Miller utrzymywał rozległe kontakty z innymi botanikami i ogrodnikami, dzięki którym sprowadzał do ogrodu rośliny z całego świata, które po raz pierwszy znalazły się w Anglii. Jest uznawany jako wprowadzający gatunek. W ogrodzie zatrudnił najlepszych botanicznych artystów i rytowników do wykonania botanicznych rysunków roślin. Miller nazwał ponad pięć tysięcy gatunków. Był zatrudniony przez Johna Russella IV księcia Bedford do nadzorowania i przycinania drzew owocowych w sadzie w Woburn Abbey, gdzie dbał o drzewa księcia, które zostały wyhodowane z nasion zebranych w Pensylwanii przez Johna Bertrama. 
W 1769 r. stosunki między Millerem a zarządem ogrodu i zgromadzeniem aptekarzy pogorszyły się do tego stopnia, że pod wpływem nacisku Miller w dniu 29 listopada 1770 r. zgodził się na rezygnację z pracy w ogrodzie. Głównym zarzutem była nadmierna władza Millera w ogrodzie (choć warunki mianowania nigdy nie zostały jasno określone), a w szczególności jego odmienne stanowisko dotyczące oznakowanie roślin kodami indeksu. 
Zmarł 18 grudnia 1771 r. w Chelsea. Pochowany na cmentarzu wszystkich Świętych w Chelsea. W 1815r. członkowie Towarzystwa Linneuszowskiego (The Linnean Society of London) i Towarzystwa Ogrodniczego ufundowali obelisk.

## Zasługi
Jego praca i leseferyzm oraz wyjątkowe osiągnięcia nie tylko jako ogrodnika, ale także jako uznanego autora publikacji botanicznych spowodowały wzrost prestiżu ogrodu. W okresie, kiedy zarządzał ogrodem botanicznym Chelsea Physic Garden, ogród zyskał międzynarodową sławę. W ogrodzie pod jego kierownictwem zgromadzono największą w Europie kolekcję roślin. W uznaniu za szeroką wiedzę ogrodniczą i zdolności botaniczne, oraz zasługi w rozwoju nauk przyrodniczych, został wybrany członkiem Towarzystwa Królewskiego (Royal Society).
Miller pozostawił duży zielnik, głównie roślin egzotycznych zgromadzonych w Chelsea Garden, który został zakupiony przez sir Josepha Banksa, a obecnie znajduje się w Muzeum Historii Naturalnej w Londynie. 
Miller nazwał i opisał wiele gatunków. Był pierwszym botanikiem prowadzącym eksperymenty dotyczące udziału owadów w zapylaniu kwiatów roślin, jako pierwszy wykazał znaczenie owadów w zapylaniu roślin. Według słownika biograficznego angielskich osobistości Dictionary of National Biography Miller uznawany jest za prekursora prowadzenia pierwszych eksperymentalnych badań nad zapylaniem roślin przez owady.
Przez Linneusza nazwany został największym ogrodnikiem. Był długoletnim dyrektorem Chelsea Physic Garden, ogród za jego władania przez wiele lat były wielkim centrum wprowadzenia i dystrybucji nowych roślin na Wyspach Brytyjskich.
W nomenklaturze botanicznej opisane przez Millera gatunki oznacza się skrótem Mill..

## Rodzina
30 maja 1721 r. zawarł związek małżeński z Mary Kennet, siostrą żony Georga Dionizego Ehreta botanika i rysownika roślin. Miał troje dzieci: 
- Mary Miller (1732)
- Philip Miller (1734-1796)
- Charles Miller (1739-1817), w 1762 roku został szefem Cambridge Botanic Garden.

## Ważniejsze dzieła
- The Gardener's Dictionary (Słownik ogrodniczy).
- The gardeners kalendar (Kalendarz ogrodniczy).
- Zielnik roślin.